# أوبليناك

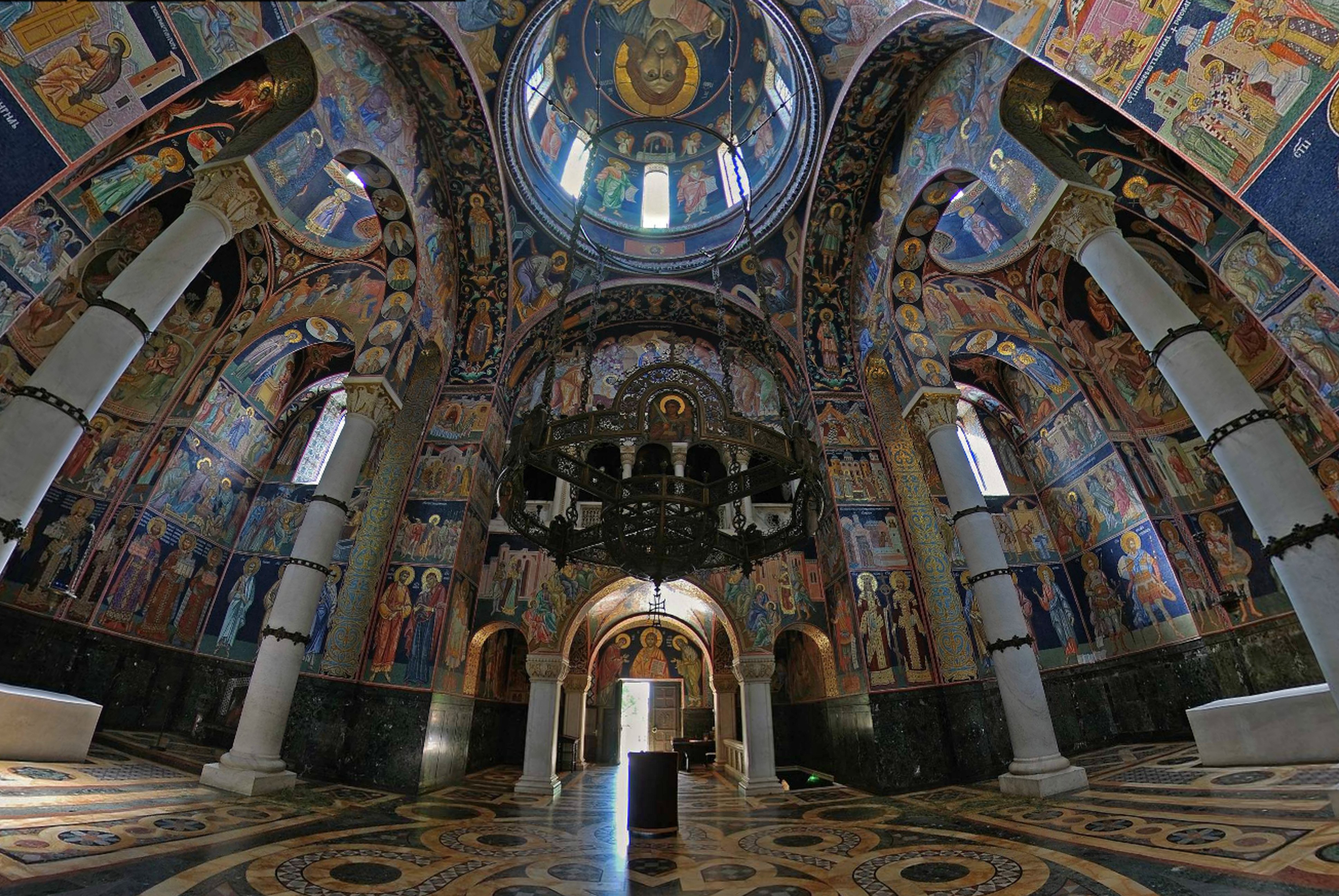
داخل كنيسة القديس جريس والتي تحوي ضريح العائلة الملكية الصربية.

كنيسة القديس جريس (بالسيريليّة الصربيّة: Црква Св. Ђорђа) والمعروفة أيضًا باسم كنيسة أوبليناك أو ضريح أوبليناك، هي كنيسة صربيّة أرثوذكسية تضم ضريح البيت الملكي الصربي واليوغوسلافي سلالة أوبرينوفيتش وتقع الكنيسة على قمة التل أوبليناك في مدينة توبولا في صربيا.
إلى جانب قبر الملك بيتر الأول ملك صربيا تضم الكنيسة ضريح ستة وعشرين فرد من سلالة أوبرينوفيتش أو ستة أجيال من الأسرة الملكية.

## أعلام
- أولغا أميرة اليونان والدنمارك
- بيتر الأول ملك صربيا
- زوركا أميرة الجبل الأسود
- ألكسندرا ملكة يوغوسلافيا
- بيتار الثاني ملك يوغوسلافيا